# Arman Asatowitsch Adamjan
Arman Asatowitsch Adamjan (russisch Арман Азатович Адамян; * 14. Februar 1997) ist ein russischer Judoka. Er war 2019 Europameister und 2020 Europameisterschaftszweiter im Halbschwergewicht, 2023 wurde er Weltmeister.

## Karriere
Adamjan war 2016 Dritter der Junioreneuropameisterschaften, 2017 war er Zweiter sowohl bei den Junioreneuropameisterschaften als auch bei den Juniorenweltmeisterschaften. Im Jahr darauf siegte er bei den U23-Europameisterschaften.
2019 gewann er beim Grand-Slam-Turnier in Jekaterinburg im Finale über seinen Landsmann Kirill Denissow. Bei den im Rahmen der Europaspiele 2019 ausgetragenen Europameisterschaften gewann er das Finale gegen den Georgier Warlam Liparteliani. Bei den Weltmeisterschaften 2019 in Tokio schied er in der zweiten Runde gegen Elmar Qasımov aus Aserbaidschan aus.
2020 belegte Adamjan den dritten Platz beim Grand-Slam-Turnier in Paris. Im Frühjahr und im Sommer 2020 fanden wegen der COVID-19-Pandemie fast keine Judoturniere statt. Im Oktober 2020 erreichte Adamjan beim Grand-Slam-Turnier in Budapest das Finale und unterlag dann seinem Landsmann Nijas Iljassow. Einen Monat später erreichte er auch bei den Europameisterschaften in Prag das Finale und erhielt die Silbermedaille hinter dem Israeli Peter Paltchik. 2021 belegte Adamjan den siebten Platz bei den Weltmeisterschaften in Budapest. Ende 2021 gewann er sowohl in Paris als auch in Abu Dhabi das Grand-Slam-Turnier.
Nach dem russischen Überfall auf die Ukraine wurden die russischen Sportler von vielen internationalen Veranstaltungen ausgeschlossen. Bei den Weltmeisterschaften 2023 in Doha war ein russisches Team am Start. Adamjan erreichte das Finale und bezwang dort den Tschechen Lukáš Krpálek.